# Resolució 2450 del Consell de Seguretat de les Nacions Unides
La Resolució 2450 del Consell de Seguretat de les Nacions Unides, fou adoptada per unanimitat el 21 de desembre de 2018. El Consell ha acordat ampliar el mandat de la Força de les Nacions Unides d'Observació de la Separació creada mitjançant la Resolució 338 (1973) durant sis mesos més fins al 30 de juny de 2019.